# Gigides
Gigides é um gênero de traça pertencente à família Arctiidae.